# Sidéria
Sidéria é uma ópera brasileira composta por Augusto Stresser e orquestrada pelo maestro Léo Kessler.

## História
Augusto Stresser, renomado musico curitibano, um dos criadores do Grêmio Musical Carlos Gomes e integrante da orquestra pertencente à Catedral Metropolitana de Curitiba, sempre almejou criar uma ópera que referenciasse o seu estado natal: o Paraná. Em discussão sobre o assunto com o seu primo, Jayme Ballão, nos primeiros anos do século XX, Augusto coloca em prática este sonho e ambos dão início à ópera. O primeiro trabalho apresentado por Jayme era uma composição de amor poético, formado por um único ato e que ao ser musicado por Augusto, ganha um segundo ato, tornando-se assim uma pequena ópera.
Esta pequena ópera quando pronta resulta em um problema, pois Curitiba, na década de 1900, não possuía profissionais qualificados para a orquestração da ópera e desta maneira a obra fica parada por algum tempo.
Em 1911 chega a Curitiba a Companhia de Operetas Alemã Papke, regida pelo maestro Léo Kessler, e que iria apresentar-se no antigo Theatro Guayra. Depois destas apresentações a Companhia dissolve-se, porém, Léo e mais alguns integrantes optaram por ficar na capital paranaense.
Para consumar a ópera, Augusto solicita ajuda de Leo e assim, além de orquestrar a obra, o maestro sugeriu algumas alterações, bem como o acréscimo de mais uma ato.
Após anos de trabalho, a ópera estava concluída e foi batizada de Sidéria em homenagem a uma das filhas do mentor e compositor Augusto Stresser.

### Sinopse
"Sidéria" é uma ópera do gênero “tragédia” de três atos que tem como pano de fundo o conflito da Revolução Federalista; conflito este que Curitiba e a cidade da Lapa tinham vivenciado havia pouco tempo e de forma mais dramática a cidade que dista 60 km da capital e que enfrentou os revoltosos, tendo ocorrido violentos confrontos e que entrou para a história como “Cerco da Lapa”. 

#### I Ato
O primeiro ato desta ópera transcorre na casa de Sidéria, jovem ingênua e singela de 15 anos que mora com o pai, Paulo, em um vilarejo de camponeses. Sidéria é desejada por Juvenal, mas esse amor não é correspondido. Juvenal, magoado, trai a confiança de Paulo e Sidéria quando delata para as autoridades o paradeiro de Alceu, um jovem que é perseguido por seus ideais políticos e que em fuga, chega ao vilarejo e é acolhido por Paulo. Neste convívio, Sidéria apaixona-se por Alceu e é esta paixão o estopim da traição de Juvenal. Neste ato é apresentado canções de camponeses "na lida", canções que exaltam a primavera e que festejam o aniversário de Sidéria. Em dueto, Sidéria e Alceu, cantam o nascer de um amor e em coro os camponeses manifestam sua tristeza pelo ato traidor de Juvenal.

#### II Ato
O segundo ato desenvolve-se na praça, próximo ao acampamento federalista, onde Alceu está preso e ali se passa toda a movimentação militar do vilarejo. Neste ato, uma nova personagem entra em ação: Thylde, noiva de Alceu e que esta à procura do amado. Sidéria e Thylde tornam-se amigas e num primeiro momento a noiva não desconfia da paixão de Sidéria por Alceu. Na iminente execução de Alceu, Thylde empenha-se em salvar o noivo e assim o faz, mas Alceu já está totalmente dominado de paixão por Sidéria. Juvenal enquanto isso tenta novamente seduzir Sidéria, e quando não consegue, comete o ato insano de matar Sidéria a punhaladas e logo em seguida comete suicídio. As canções do segundo ato se concentram no sofrimento da prisão e na tragédia de Sidéria, bem como no desencanto do amor tanto de Thylde como de Juvenal. Algumas canções representam o sarcasmo e zombaria por parte dos soldados com o preso e o vilarejo.

#### III Ato
O terceiro e último ato transcorre no túmulo de Sidéria. Ali ocorre a aflição do pai e o desespero do amado Alceu que é confortado pela ex-noiva. Alceu tem acessos de alucinação quando a jovem morta aparece para ele na forma de sombra e cercada de anjos. Sidéria suplica para que Alceu a acompanhe e, sendo essa a intenção de Alceu, o jovem cai fulminado sobre o túmulo de Sidéria. Entre os camponeses cria-se uma lenda de que no local de sepultamento de Sidéria, espontaneamente, nasce uma roseira florida cobrindo o túmulo. As canções desta última parte referem-se à tristeza pela morte de ambos os jovens, a tristeza do amor perdido de Thylde, um hino entoado pelos anjos, um dueto entre Alceu e Thylde recordando o passado, um coro infernal zombando de Juvenal e um solo orquestral na última cena, quando bate meia-noite e Alceu morre, espontaneamente, enquanto ao fundo ouve-se o grito de Thylde ao descobrir o corpo de Alceu, e assim, lentamente, as cortinas cerram-se.

### Elenco e produção de estreia
A Curitiba do início do século XX era desprovida de teatro profissional bem como profissionais de orquestra. Para contornar estes problemas, Augusto contrata, no Rio de Janeiro, quinze músicos dos trinta e cinco necessários para compor a orquestra da ópera. Os demais são músicos amigos de Augusto, ou do Grêmio Carlos Gomes ou da Orquestra da Catedral. Para o coral, foi reunido cinquenta vozes entre os corais de igrejas locais. Quanto ao elenco, todos são integrantes curitibanos do teatro amador e somente Jorge Wucherpfennig é profissional das artes cênicas. Jorge fazia parte da Companhia Papke, assim como Léo Kessler, que foi o maestro responsável pelas primeiras apresentações.
A primeira montagem da ópera contou com o seguinte elenco:
- SIDÉRIA - Marietta Bezerra (soprano);
- THYLDE - Josepha Correia de Freitas (soprano);
- ALCEU - Jorge Wucherpfenning (tenor);
- PAULO - Constante Fruet (barítono);
- JUVENAL -  Jorge Leitner (tenor);
- CAMPONESA - Ana Kirchgaessner (mezzosoprano);
- CAMPONESES - José Buzetti Mori e Luis Romanó, entre outros figurantes.

O cenário do primeiro ato foi desenvolvido pelo pintor Ricardo Wagner, enquanto que para o segundo e terceiro ato ficou a cargo de Guilherme Lobe. Estes cenários foram retratados com paisagens que representassem o Paraná.
O figurino do elenco ficou a cargo de Albertina Gonçalves. Quanto ao figurino dos camponeses, os mesmos foram os responsáveis.

### Estreia
As 21h de dia 3 de maio de 1912, nas dependências do Theatro Guayra (quando este era localizado no atual terreno da Biblioteca Pública do Paraná), logo após a chegada do Presidente do Estado, Dr. Carlos Cavalcanti e da execução do Hino Nacional, estreou, em Curitiba, a primeira ópera paranaense.
A repercussão da estreia foi estampada em vários jornais locais do dia seguinte como sendo um estrondoso sucesso e no decorrer da semana o fato foi mencionado na imprensa nacional. A revista “Fon-Fon” (periódico carioca de grande prestígio na época) dedicou quatro páginas para a obra de Augusto Stresser.
Trechos de artigos de jornais locais (grafia de época):
“...nunca se pensou que o sr. Augusto Stresser pudesse ter tanto êxito nesta sua incursão pelo caminho da música trazendo com ele, Léo Kessler. É natural e digno que se registre a bem da verdade, que já se conhece a sua capacidade artística. Vale a notar a sua ardente e feliz inspiração, que combina a se acasala com o clima que a Capital lhe deu como cenário magnífico da ópera...”
“...o theatro achava-se, como nos dias da primeira e segunda apresentações, literalmente cheio, vendo-se na plateia e nos camarotes o que de mais distincto tem a nossa sociedade.
...sob essa atmosfera sympatica subiu o panno e ouviu-se a suggestiva canção do lavrador, cantada com muita expressão e sentimento pelo sr. Constante Fruet.
... a senhorita Marietta Bezerra é realmente o centro grandioso daquella constellação artística. Ingenua e infantil no 2° acto, torna-se altamente dramática as scenas intensas que se desenrolam depois...”
Esta montagem foi apresentada mais sete vezes no Theatro Guayra, todas com casa cheia, e mais duas vezes em Ponta Grossa.
Nas primeiras décadas do século XX algumas músicas e canções da ópera se popularizaram entre a sociedade paranaense, tanto que “Serenata” e “Romanza” eram, constantemente, ouvidas em recitais de piano. A "Serenata" foi gravada pelo soprano Marília Vargas e lançada no CD "Todo amor desta terra" em 2008.  
A partitura original de Sidéria foi doada, pela família, para o Centro Cultural Teatro Guaíra.

## Imagens
| Alguns componentes da orquestra de estreia da ópera Sidéria junto com os criadores – Leo Kessler (maestro) é o 4° da 1° fila (esq. p/ dir.) – Augusto Stresser (compositor) é o 5° da 1° fila – Jayme Ballão (libretista) é o 4° da 2° fila (esq. p/ dir.). | Elenco e orquestra da ópera no palco do Theatro Guayra na apresentação de estreia – 3 de maio de 1912. | Antigo Theatro Guayra em Curitiba. Local da estreia da ópera Sidéria em 3 de maio de 1912. |
| --- | --- | ------------------------------------------------------------------------------------------ |
| | |                                                                                            |

| Jorge Wucherpfenning – ator da primeira montagem de Sidéria, interpretando Alceu. | Marietta Bezerra – atriz da primeira montagem de Sidéria, interpretando Sidéria. | Jorge Leitner – ator da primeira montagem de Sidéria, interpretando Juvenal. | Josepha de Freitas – atriz da primeira montagem de Sidéria, interpretando Thylde. | Jayme Ballão – Libretista da Ópera Sidéria. | Augusto Stresser aos 18 anos – idealizador e compositor da primeira ópera do Paraná. |
| --------------------------------------------------------------------------------- | -------------------------------------------------------------------------------- | ---------------------------------------------------------------------------- | --------------------------------------------------------------------------------- | ------------------------------------------- | ------------------------------------------------------------------------------------ |
|                                                                                   |                                                                                  |                                                                              |                                                                                   |                                             |                                                                                      |